# José Luis Carranza
José Luis Carranza Vivanco (* 8. ledna 1964, Lima, Peru) je bývalý peruánský fotbalový záložník a reprezentant, který celou svou kariéru strávil v peruánském klubu Club Universitario de Deportes.

## Klubová kariéra
Celou svou hráčskou kariéru (1986–2004) strávil v klubu Universitario de Deportes, s nímž nasbíral celkem 8 titulů v peruánské Primera División a odehrál mnoho zápasů zvaných El Clásico Peruano proti největšímu rivalovi, týmu Alianza Lima.

## Reprezentační kariéra
Carranza debutoval v reprezentaci Peru 21. září 1988 v domácím přátelském utkání s Paraguayí (porážka 0:1). Poslední zápas odehrál 16. listopadu 1997 opět proti Paraguayi, tentokrát vítězně 1:0. Celkem odehrál v letech 1988–1997 za peruánský národní tým 55 zápasů a vstřelil jeden gól (v roce 1993).